# Kanton Lot et Dourdou
Der Kanton Lot et Dourdou ist ein französischer Wahlkreis im Département Aveyron in der Region Okzitanien. Er umfasst elf Gemeinden aus den Arrondissements Rodez und Villefranche-de-Rouergue. Durch die landesweite Neuordnung der französischen Kantone wurde er 2015 neu geschaffen.

## Gemeinden
Der Kanton besteht aus elf Gemeinden mit insgesamt 12.661 Einwohnern (Stand: 1. Januar 2022) auf einer Gesamtfläche von 286,02 km²:
| Gemeinde              | Einwohner 1. Januar 2022 | Fläche km² | Dichte Einw./km² | Code INSEE | Postleitzahl | Arrondissement           |
| --------------------- | ------------------------ | ---------- | ---------------- | ---------- | ------------ | ------------------------ |
| Almont-les-Junies     | 438                      | 23,75      | 18               | 12004      | 12300        | Villefranche-de-Rouergue |
| Boisse-Penchot        | 515                      | 4,64       | 111              | 12028      | 12300        | Villefranche-de-Rouergue |
| Conques-en-Rouergue   | 1.555                    | 106,23     | 15               | 12076      | 12320        | Rodez                    |
| Decazeville           | 5.025                    | 13,88      | 362              | 12089      | 12300        | Villefranche-de-Rouergue |
| Flagnac               | 1.081                    | 12,93      | 84               | 12101      | 12300        | Villefranche-de-Rouergue |
| Livinhac-le-Haut      | 1.102                    | 10,97      | 100              | 12130      | 12300        | Villefranche-de-Rouergue |
| Saint-Félix-de-Lunel  | 384                      | 18,98      | 20               | 12221      | 12320        | Rodez                    |
| Saint-Parthem         | 406                      | 20,43      | 20               | 12240      | 12300        | Villefranche-de-Rouergue |
| Saint-Santin          | 517                      | 22,78      | 23               | 12246      | 12300        | Villefranche-de-Rouergue |
| Sénergues             | 424                      | 44,90      | 9                | 12268      | 12320        | Rodez                    |
| Viviez                | 1.214                    | 6,53       | 186              | 12305      | 12110        | Villefranche-de-Rouergue |
| Kanton Lot et Dourdou | 12.661                   | 286,02     | 44               | 1207       | –            | –                        |

## Veränderungen im Gemeindebestand seit 2016
2016: Fusion Conques, Grand-Vabre, Noailhac und Saint-Cyprien-sur-Dourdou → Conques-en-Rouergue

## Politik
| Vertreter im Departementrat | Vertreter im Departementrat          | Vertreter im Departementrat |
| Amtszeit                    | Namen                                | Partei                      |
| --------------------------- | ------------------------------------ | --------------------------- |
| 2015–                       | Michèle Buessinger Christian Tieulie | DVD                         |